# Közép-afrikai labdarúgó-szövetség
A Közép-afrikai labdarúgó-szövetség (franciául: Fédération Centrafricaine de Football, rövidítve: RCA) a Közép-afrikai Köztársaság nemzeti labdarúgó-szövetsége. A szervezetet 1961-ben alapították, 1963-ban csatlakozott a Nemzetközi Labdarúgó-szövetséghez, 1965-ben pedig az Afrikai Labdarúgó-szövetséghez. A szövetség szervezi a Közép-afrikai labdarúgó-bajnokságot. Működteti a férfi valamint a női labdarúgó-válogatottat.